# Yusifli
Yusifli est un village de la région d'Agdam en Azerbaïdjan.

## Économie
La principale occupation de la population est l'élevage et l'agriculture.

## Géographie
Le village d'Yusifli de la région d'Agdam est situé dans la circonscription territoriale administrative Utchoglan.